# Aeropuerto de La Fortuna
El aeropuerto de La Fortuna (IATA: FON, OACI: MRAN), también conocido como el aeropuerto de El Tanque o aeropuerto de Arenal, es un aeropuerto privado costarricense que sirve a la zona de La Fortuna, un distrito en el cantón de San Carlos en la provincia de Alajuela. El aeropuerto provee acceso aéreo al volcán Arenal, uno de los sitios turísticos más importantes del país.
El aeropuerto es gestionado por una empresa privada y tiene vuelos comerciales a cuatro destinos nacionales: Barra de Tortuguero, Liberia y a dos aeropuertos en San José (aeropuerto internacional Juan Santamaría y el aeropuerto internacional Tobías Bolaños). 
El aeropuerto se encuentra a 7 kilómetros al este de La Fortuna en la carretera 141.

## Instalaciones
El aeropuerto tiene una pista de aterrizaje de asfalto de 800 metros de longitud. El aeropuerto atrae pequeñas aeronaves de pasajeros como la Cessna 208 Caravan y la de Havilland Canadá DHC-6 Twin Otter. La aproximación a la pista 24 cruza sobre un hangar que se encuentra al extremo de la pista.
La baliza no direccional de Fiora (Ident: FIO) está localizada a 19 kilómetros al este del aeropuerto. El VOR-DME de El Coco (Ident: TIO) está localizado a 70 kilómetros al sureste del aeropuerto de La Fortuna.

## Aerolíneas y destinos
| Aerolíneas        | Destinos                                      |
| ----------------- | --------------------------------------------- |
| Aerobell Airlines | San José–Tobías Bolaños                       |
| SANSA             | Liberia, San José-Juan Santamaría, Tortuguero |

## Estadística de pasajero
Lo siguiente son las cifras de pasajeros que han pasado por el aeropuerto por año. Estas cifras provienen de los anuarios estadísticos de la Dirección General de Aviación Civil de Costa Rica.